# Fläskpannkaka

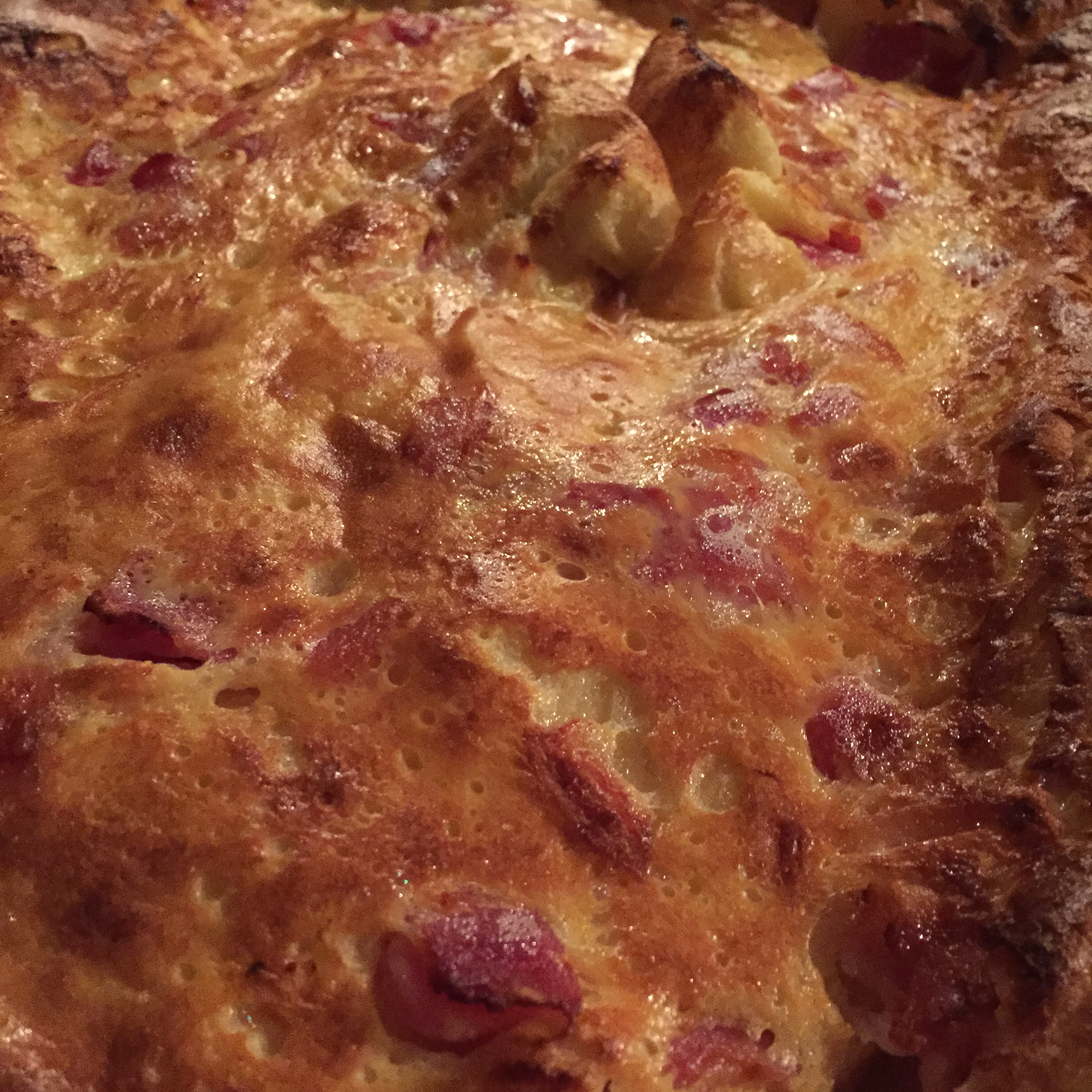
Fläskpannkaka.

Fläskpannkaka är en typ av ugnspannkaka som förutom ägg, mjölk, vetemjöl och salt även innehåller stekta bitar av rimmat, rökt eller färskt sidfläsk. Smeten hälls i ugnens långpanna och gräddas i ugnen. Fläskpannkaka äts traditionellt med lingonsylt som tillbehör. I fransk fläskpannkaka ingår även lök, vitlök och persilja.